# نورد اوبانگی
نورد اوبانگی (به لاتین: Nord-Ubangi) یک استان در جمهوری دموکراتیک کنگو است که در Équateur واقع شده‌است. نورد اوبانگی ۵۶٬۶۴۴ کیلومتر مربع مساحت و ۱٬۴۸۲٬۰۷۶ نفر جمعیت دارد.